# Giulio Castagnoli
Giulio Castagnoli (* 22. November 1958 in Rom) ist ein italienischer Komponist.

## Leben
In Rom in einer Physikerfamilie hineingeboren, schloss Castagnoli 1983 sein Studium in Musikwissenschaft an der Turiner Universität ab, wo er in den vorangegangenen Jahren auch Kurse in klassischer Philologie und Archäologie besucht hatte. Ein Jahr früher bekam er den Abschluss in den Hauptfächern Klavier und Komposition. Von 1983 bis 1986 besuchte er die Hochschule für Musik Freiburg. Dort erhielt er ein Diplom in Komposition von Brian Ferneyhough. 1987 erhielt er ein Diplom in der Meisterklasse von Franco Donatoni in der Accademia di Santa Cecilia in Rom. 
Seit 1984 ist Castagnoli Professor für Komposition am Giuseppe Verdi-Konservatorium, Turin, und seit 1999 Professor an der dortigen Universität.

## Musik
Seine ersten praktischen Erfahrungen sammelte er im Kindermusiktheater mit Mikroopern mit Texten von Kindern zwischen drei und zehn. 1984 begegnete er John Cage und 1986 Giacinto Scelsi. Im gleichen Jahr verfasste er den Essay Suono e processo nei 4 pezzi 1959 di Giacinto Scelsi. Ihm widmete er auch „Klang“, sein erstes Werk für Streichorchester. 1996 erarbeitete er mit dem Schriftsteller Dario Voltolini zwei Hörspiele für RAI-Radiotre. 
Bekannte Kompositionsaufträge waren 1989 Sei Haiku für das Elision Ensemble, Melbourne, Canti per Orchestra für das Stamford Chamber Orchestra (CON.), zum Anlass des Jubiläums der Entdeckung Amerikas der Auftrag der TM Plus Paris für Cloches en Noir et Blanc 1991 und 1993 Command de l‘Etat für Quattro Pometti per violoncello für die französische Regierung.

## Auszeichnungen
- „Bucchi-Preis“ in Rom (1982 und 87); mit Duo per violino solo
- „Oscar Back Preis“ in Amsterdam, in derselben Stadt im selben Jahr Auszeichnung der Gaudeamus – Stiftung
- Auszeichnung des ISCM Hong Kong 1988
- Sonderauszeichnung der Jury von Prix Italia für Al Museo, Radiooper 1991
- Sonderauszeichnung der Jury des Prix Italia für sein Hörspiel über den Balkanenkrieg, ebenfalls 1991